# Pedro Vindel Álvarez
Pedro Vindel Álvarez (Olmeda de la Cuesta, 7 de junio de 1865-Madrid, 16 de diciembre de 1921) fue un librero anticuario español.

## Biografía
Pedro Vindel era hijo de Juan José Vindel López y de Francisca Álvarez García, campesinos de la Alcarria conquense. Quedó huérfano de pequeño, en 1873, posteriormente, cuando su madre contrae matrimonio nuevamente, se traslada solo a Madrid, donde luego de pasar una infancia dura, aprende a leer y escribir a los 16 años. Se dedicaría a la venta y compra de libros, lo que le posibilita generar buenos ingresos y se transforma en librero anticuario. En 1889 contrae matrimonio con Magdalena Angulo y Nebreda, con quien tiene cinco hijos. Funda su librería en 1893.

## Obras publicadas

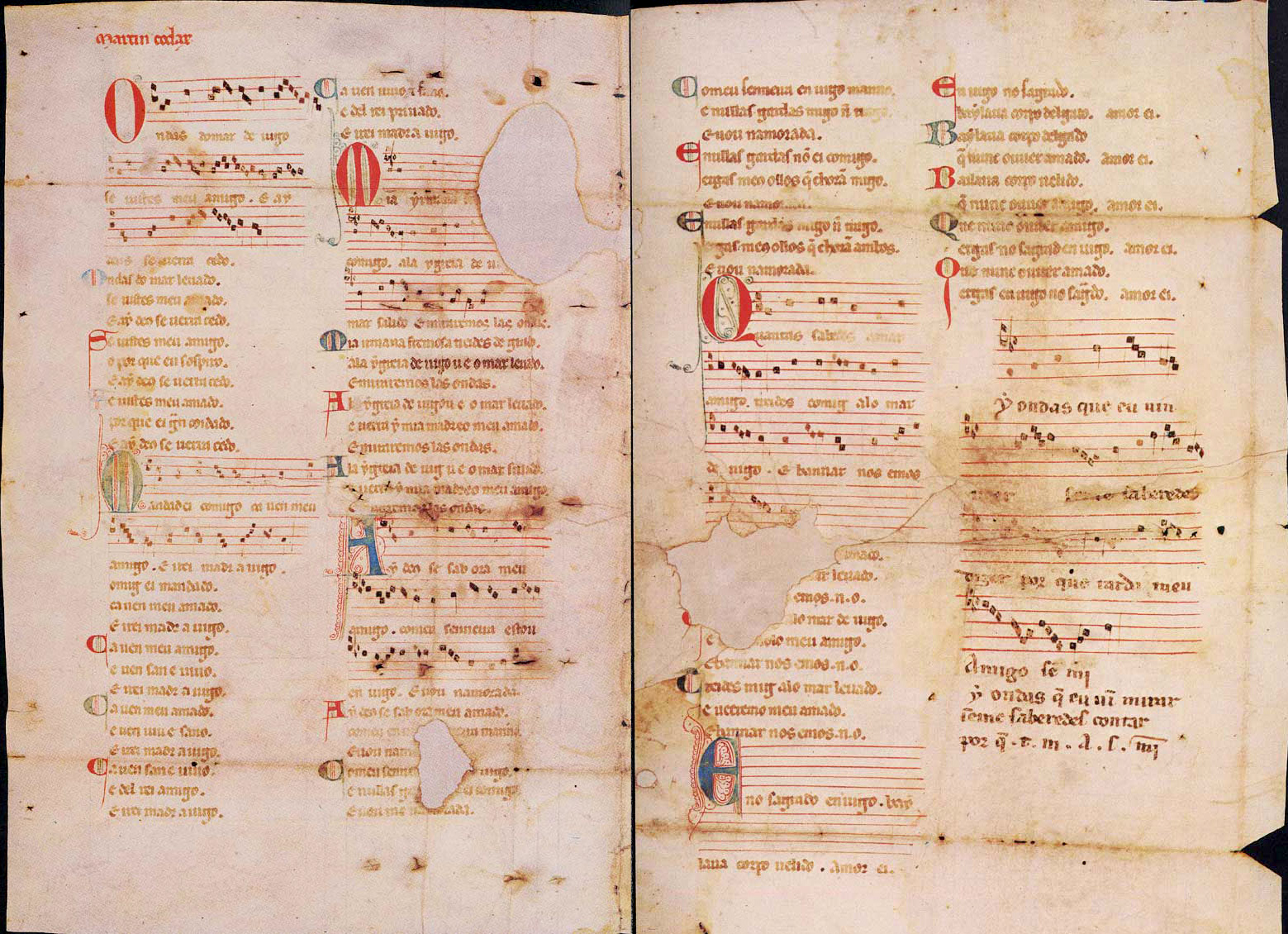
Pergamino descubierto por Vindel.

Pedro Vindel descubre un par de pergaminos del siglo XIII en idioma gallego, con las siete cantigas de amor de Martín Códax. Estos pergaminos se harían conocidos como Pergamino Vindel. Estos pergaminos terminan en manos de Rafael Mitjana, y luego de fallecer Vindel, sufre varias ventas hasta que terminan como propiedad de Pierpont Morgan Library en Nueva York.
Algunas publicaciones de Vindel:
- Méndez de Carmona, Luis (1899).  Pedro Vindel, ed. Avisos importantes para el diestro en la esgrima. Madrid: Imprenta de Gabriel Pedraza.
- Pedro Vindel, ed. (1910). Bibliografía gráfica:reproducción en facsímil de portadas, retratos, colofones y otras curiosidades útiles a los bibliófilos, que se hallan en obras únicas y libros preciosos y raros. Madrid.
- Catálogo de libros escogidos reunidos por P. Vindel. Madrid. 1913.
- Codax, Martín (1915).  Pedro Vindel, ed. Las siete canciones de amor: poema musical del siglo XII. Madrid: Imprenta de la Sucesora de M. Minuesa de los Rios.